# The Way to Wealth
O sermão do pai Abraão (The Way to Wealth, em inglês, mas também conhecido como Father Abraham's Sermon) é um ensaio escrito por Benjamin Franklin em 1758. É uma coleção de adágios e conselhos apresentados no Almanaque do Pobre Ricardo nos primeiros 25 anos de sua publicação, organizados em um discurso feito por "pai Abraão" a um grupo de pessoas. Muitas das citações de pai Abraão continuam populares hoje em dia. O conselho do ensaio é baseado em temas de ética no trabalho e frugalidade.
Algumas frases do almanaque citadas nO sermão do pai Abraão incluem:
- "Tempo é dinheiro"
- "Uma vida de lazer e uma vida de preguiça são duas coisas (distintas)"
- "Obtenha o que puder e mantenha o que obtiver"
- "Preguiça, como a ferrugem, consome mais rápido do que desgaste do trabalho, enquanto a chave que é usada é sempre brilhante"
- "Não deixe para amanhã o que pode fazer hoje"
- "O olho do patrão fará mais que suas mãos"
- "Cedo na cama, cedo levantar-se, faz um homem sadio, rico e sábio"
- "Mulheres e vinho, jogos e fraude, / Fazem pequena a riqueza e grande a necessidade."

## Leitura suplementar
- Shipside, Steve (2009). Benjamin Franklin's The Way to Wealth. Oxford: Infinite Ideas. ISBN 978-1-904902-84-3
- Franklin, Benjamin (1986). The Way to Wealth. Carlisle, MA: Applewood Books. ISBN 978-0-918222-88-6